# Saint-Biez-en-Belin

Saint-Biez-en-Belin este o comună în departamentul Sarthe, Franța. În 2009 avea o populație de 711 de locuitori.